# Exocentrus pseudonigricollis
Exocentrus pseudonigricollis là một loài bọ cánh cứng trong họ Cerambycidae.